# Електрическа възглавница
Електрическата възглавница е домашен електроуред под форма на възглавница, в която са вградени един или два реотана с обща мощност около 50 вата, обвити в електроизолационна материя. Реотаните ѝ са специални кабели, който не създават магнитни полета и са устойчиви на скъсване, защото се състоят от два слоя спирално навити токоопроводящи лентички. Реалната изходна мощност се регулира плавно чрез електронно устройство, според необходимостта колко гореща да бъде възглавницата.
Обикновено се използва за затопляне на части от тялото като кръста и врата, в които се усеща скованост, например при настинка. Електрическа възглавница се ползва и при болки в корема (например при предменструални болки и възпаления в областта на таза) с цел стимулация на циркулацията на кръвта и лимфата и предотвратяване застоя на кръв, лимфа и тъканна течност в областта на таза. Не е добре да се държи дълго време (или да се заспива с електрическа възлавница под тялото), тъй като може да предизвика мехури и изгаряния, особено при по-чувствителна кожа, ако е прекалено гореща.
Неизправните електрически възглавници могат да причинят късо съединение и пожар.
Освен електрически възглавници може да се ползва грейка или термофор, напълнен с гореща вода. В по-далечно минало са се използвали керамични тухли, нагрети върху печка и след това обвити с плат, за затопляне на леглото.
Освен електрически възглавници, се произвеждат и електрически одеяла.